# Olmeca (bambú)
Olmeca es un género de bambú de la familia de las poáceas. Es originario del sur de México y comprende tres especies. Todas tienen grandes frutos carnosos, una característica única entre los bambúes del Nuevo Mundo.

## Etimología
El género fue nombrado en honor de los Olmecas de México.

## Especies
- Olmeca laurae
- Olmeca recta
- Olmeca reflexa